# André Zamur
André Jamil Zamur, ou simplesmente André Zamur (São Paulo, 7 de julho de 1962), é um músico católico, cantor, maestro e compositor da Arquidiocese de Sorocaba. É conhecido por suas composições musicais voltadas à Igreja Católica, especialmente à sua Liturgia.
É bacharel em Composição e Regência pela Universidade Estadual Paulista (UNESP). Foi professor da disciplina de Canto Coral junto ao Conservatório de Tatuí(SP) de 2006 a 2008, e, de 2006 a 2018, regente do Coral Saúde, da PUC-SP, Campus Sorocaba.
Como compositor de música litúrgica, tem trabalhos gravados pela Ed. Paulinas COMEP, Ed. Paulus e Ed. Vozes e Edições CNBB. Por muitos anos participou da equipe de liturgia e música da Arquidiocese de Sorocaba.
Já colaborou na assessoria de mais de centena de Encontros de Liturgia e Canto Pastoral, a grande maioria sob coordenação de Irmã Míria Therezinha Kolling, em diversas cidades, como Sorocaba-SP, Santos-SP, Bauru-SP,  Campinas-SP, Rio Claro-SP, Cambuí-MG, Pouso Alegre-MG, Curitiba-PR, Penedo/Arapiraca-AL, entre outras dioceses e cidades dos estados de SP, MG, RJ, PR, SC e ES.
Desde 1993, tem colaborado na assessoria dos Encontros de Canto Pastoral e Liturgia de Sorocaba junto à grandes nomes como, principalmente Irmã Míria T. Kolling, mas também Padre Baronto e Padre Joãozinho, músico e compositor, entre outros. Em 2019, na cidade de Sorocaba, foi realizada a 31° edição desses encontros .

## Biografia
Nascido na cidade de São Paulo, filho de Jamil Zamur e Catharina de Jesus Rodrigues Zamur, foi batizado, aos oito dias de vida, na Paróquia de Santa Cecília, Bairro de Santa Cecília, nessa mesma cidade.
Iniciou seus estudos de piano, por volta dos 11 anos de idade, com Elizabeth di Petta.
Aos treze anos, foi convidado pelo Padre Petrus Maria de Waard, então pároco da Paróquia de Nossa Senhora da Lapa, no Bairro da Lapa, em que residiu entre 1972 e 1979, em São Paulo (SP), a fazer parte de um grupo de crianças e adolescentes que sustentariam o canto nas Missas com crianças da paróquia. Iniciou, assim, de fato, o seu ministério musical no seio da Igreja Católica, sob orientação do organista Arturo Sueiro, tocando xilofone. Nessa época, também, tem início sua amizade com o cantor e violonista Antonio Valentim Ferreira, o Tchim, nascido em Jaú (SP), em 1952, e falecido em Carapicuíba (SP), em 2014. Desse grupo de crianças e adolescentes, fazia parte também sua futura esposa, Cássia.
Na Paróquia de Nossa Senhora da Lapa, participou de grupos de jovens, que  se reuniam semanalmente para convívio e aprofundamento da fé cristã. Passou a também tocar violão, instrumento em que iniciou estudos com Arturo Sueiro, como também a participar do grupo de cantores que sustentavam o canto da assembléia. Com Arturo Sueiro, continuou seus estudos de piano e teoria musical. Posteriormente, passou a tocar também órgão nas Missas paroquiais. Datam dessa época suas primeiras composições de cantos para uso litúrgico.
Ainda na Paróquia de Nossa Senhora da Lapa, com o apoio do então pároco, Padre Adalton Pereira de Castro, fundou um grupo de teatro amador, que propiciou a vivência dessa arte a alguns de seus jovens por cerca de dois anos, no início sob orientação dos pesquisadores argentinos de arte dramática Hugo e Myrta, e, posteriormente, da atriz Silvia Pogeti.
Foi celebrado, em 1986, nessa mesma paróquia, em Missa presidida por Padre Adalton Pereira de Castro, o seu Matrimônio com Cassia Cristina Godoy Zamur, com quem teria quatro filhos: Andréa, Ana, Daniela e João Marcos. E, passando a residir em outro bairro, não demorou muito, pôs-se a colaborar com as Irmãs combonianas da Paróquia de Santo Antonio do Caxingui, cantando e tocando violão nas Missas dessa comunidade.
Em 1991, mudou-se para Sorocaba, onde reside até hoje.[carece de fontes?]

## Discografias e composições

### Série Um Canto Novo - Vol. IV - Batismo e Penitência
Letra e música: Autores e colaboradores diversos/Arranjos vocais e musicais: André Zamur e Ir. Miria T. Kolling
faixa 18 - Senhor, Me Ensina a Cuidar Deste Chão	(Letra: J. Tomaz Filho/Música: André Zamur)
Editora Vozes - 1997

### Envia teu Espírito, Senhor!
Irmã Míria T. Kolling/André Zamur
faixa 8 - Pai, a Igreja Vos pede (Letra: Pe. Lúcio Floro/Música: André Zamur)
faixa 9 - Aleluia! É o nosso Canto (Letra: Pe. Lúcio Floro/Música: André Zamur)
faixa 10 - Espírito Criador! (Letra: Pe. Lúcio Floro/Música: André Zamur)
faixa 11 - Ó Senhor, Tu me ungiste! (Letra: Pe. Lúcio Floro/Música: André Zamur)
faixa 12 - Vem, Espírito de Luz! (Letra: Pe. Lúcio Floro/Música: André Zamur)
Editora Paulus - 1998

### Santo é o Senhor
Irmã Míria T. Kolling/André Zamur
faixa 10 - Eu Confesso (Letra e Música: André Zamur)
faixa 11 - Glória (Música: André Zamur)
faixa 12 - Santo! (Música: André Zamur)
faixa 15 - Doxologia (Música: André Zamur)
faixa 18 - Cordeiro de Deus! (Música: André Zamur)
Editora Paulus - 1998

### Alguém está Nascendo
Advento e natal - J. Acácio Santana/João de Araújo/André Zamur
faixa 10 - Vinde Irmãos (Letra: João de Araújo/Música: André Zamur)
faixa 11 -Cantai ao Senhor Deus (Letra: João de Araújo/Música: André Zamur)
faixa 12 - Ao Deus Santo (Letra: João de Araújo/Música André: Zamur)
faixa 13 - A Festa dos Dons (Letra: João de Araújo/Música: André Zamur)
faixa 14 - Nasceu o Salvador (Letra: João de Araújo/Música: André Zamur)
faixa 15 - É Natal! Amém (Letra: João de Araújo/Música: André Zamur)
Editora Paulinas - 1998

### O Amor Nos Deu a Vida
Páscoa - Maria de Fátima de Oliveira/André Zamur/João de Araújo/Frei Luiz Turra/J. Thomaz Filho/Irmã Míria T. Kolling
faixa 1 - O Senhor Ressurgiu (Letra: Maria de Fátima de Oliveira/Música: André Zamur)
faixa 2 - Glória nos Altos Céus (Letra: Maria de Fátima de Oliveira/Música: André Zamur)
faixa 3 - Este é o Dia, Aleluia! (Letra: Maria de Fátima de Oliveira/Música: André Zamur)
faixa 4 - Aleluia, o Senhor Ressurgiu (Letra: Maria de Fátima de Oliveira/Música: André Zamur)
faixa 5 - As Nossas Ofertas de Vinho e Pão (Letra: Maria de Fátima de Oliveira/Música: André Zamur)
faixa 6 - O Senhor Preparou um Banquete (Letra: Maria de Fátima de Oliveira/Música: André Zamur)
faixa 7 - Aleluia, Hoje a Morte Foi Vencida (Letra: Maria de Fátima de Oliveira/Música: André Zamur)
Editora Paulinas 1998

### Cantando os Salmos e Aclamações
Música: André Zamur e Ir. Miria T. Kolling
310 páginas de partitura, especialmente dirigido aos salmistas, cantores e animadores do canto na Celebração Eucarística, contendo os Salmos Responsoriais do Ano A, B e C, além de aclamações ao Evangelho e refrãos à Palavra.
Editora Paulus 2000

### CD - Santos e Santas de Deus - Vol. II
faixa 5 - A São Camilo de Lellis (Letra: João de Araújo/Música: André Zamur)
faixa 13 - Hino a Santo André (Letra: João de Araújo/Música: André Zamur)
PAULUS Editora - 2011

### CD e DVD Mais Coração nas Mãos
faixa 13 - A São Camilo de Lellis (Letra: João de Araújo/Música: André Zamur)
Província Camiliana Brasileira - 2012

## Outros Trabalhos

### Encontro de Liturgia e Canto Pastoral em Sorocaba
Em 2019, realizou-se o 31° encontro, interrompida a série anual pela pandemia de COVID-19
1993-2013 - Ir. Miria T. Kolling/André Zamur/Comunidade Católica Recado
2014-2015 - Padre Joãozinho/André Zamur/Marcos Baldini/Seminarista Pablo Gomes
2016 - André Zamur/Marcos Baldini/Seminarista Pablo Gomes/Padre Carlos Eduardo/Comunidade Católica Recado
2017 e 2018 - André Zamur/Seminarista Pablo Gomes/Marcos Baldini
2019 - André Zamur/Seminarista Pablo Gomes 

### Coral Saúde - PUC-SP, Campus Sorocaba
O coral Saúde, mantido pelo Centro de Ciências Médicas e Biológicas da PUC-SP, Campus Sorocaba, iniciou suas atividades no ano 2000. Desde então, vem contando com a participação de alunos, funcionários e professores, bem como de pessoas da comunidade sorocabana em geral. De 2006 a 2018, foi dirigido pelo maestro André Zamur.

### EFAC - Comunidade Recado
Desde 2007, foi professor de canto-coral e teoria musical na maioria das edições da Escola de Formação para Artistas Católicos (EFAC), organizada pela Comunidade Católica Recado.